# Challenge Cup 2014/15 (Frauen)
Die Volleyball-Saison 2014/15 des Challenge Cups der Frauen wurde vom 25. Oktober 2014 bis zu 12. April 2015 ausgetragen. Sieger wurde Bursa Büyüksehir Belediyespor aus der Türkei in den Finalspielen gegen Uralotschka Jekaterinburg aus Russland.